# Львов, Семён Петрович
Семён Петрович Львов (? — 1659) — князь, русский военный и государственный деятель, стольник, московский дворянин, воевода и окольничий во времена правления Михаила Фёдоровича и Алексея Михайловича.
Из княжеского рода Львовых. Третий сын князя Петра Михайловича Львова. Братья — князья Дмитрий, Василий, Алексей и Иван Львовы.

## Биография
С 1625 года и до назначения в окольничие, постоянно упоминается в дворцовых разрядах в чине стольника на различных мероприятиях. В 1630—1631 годах воевода в Воронеже. В 1638 году на «береговой службе» для охранения от прихода крымцев и нагайцев. В январе 1639 года дневал и ночевал при гробе царевича Ивана Михайловича, в марте был в числе стольников переносивших тело царевича Василия Михайловича из царского терема в Архангельский собор, с апреля посыльный воевода в Туле, для охранения от прихода крымцев и нагайцев, при своём дяде боярине и князе Алексее Михайловиче Львове. В сентябре 1641 года упомянут на царском новоселье в новых хоромах в Коломенском. В 1643 году воевода в Одоеве. В 1646 году второй воевода Передового полка в Курске, первый воевода в Ливнах. В этом же году местничал с князем Хилковым, с которым назначен быть в рындах. В 1647 году четвёртый воевода Большого полка в Белгороде. В январе 1648 года на бракосочетании царя Алексея Михайловича с Марией Ильиничной Милославской был двадцать первым в свадебном поезде. В январе 1649 года второй, ехал перед Государём,  для установки станов в походе в Троице-Сергиев монастырь. В апреле 1652 года, в день Пасхи, пожалован из дворян — окольничим. В этом же году, в июле встречал в селе Воздвиженское мощи Святого митрополита Филиппа. В 1652—1654 годах обедал в большие праздники у царя с патриархом Никоном, а также у патриарха с царём. С конца 1653 по 1655 год — второй воевода Новгородского полка, участвовал во взятии Полоцка и Витебска. Во время брестского похода 1655 года с частью этих сил Новгородского полка оставался в Ковне. В феврале 1656 года послан вторым воеводой в Великие Луки собирать ратных людей, в мае водил первым осла под новопоставленным архиепископом Астраханским и Терским, в сентябре второй полковой воевода в Вильно. В этом же году десятый в государевом походе из Москвы в Смоленск, где был приглашён к государеву столу и после обеда за службу пожалован: шуба атласная золотая, серебряный кубок и придачей к его окладу 10 рублей, в июне участвовал в походе из Смоленска под Ригу против шведов. В апреле 1657 года, в день ангела царицы М. И. Милославской, участвовал в местническом споре с тестем царя, Ильёй Даниловичем Милославским, был силой посажен думным дьяком Семёном Ивановичем Заборовским за государев стол, а потом отправлен в тюрьму, а в царском указе специально отметили, что "того де записано не будет". На следующий день его братья, князья Василий и Дмитрий Петровичи, также стали местничать с И. Д. Милославским. В этом же году стоял у пожалования боярства стольнику Петру Васильевичу Шереметеву и вновь первым водил осла перед новопоставленным митрополитом Казанским и Свияжским, после чего приглашён на обед к московскому патриарху Никону, в августе послан воеводой в Белгород. В 1658—1659 годах полковой воевода в войске боярина князя Алексея Трубецкого в Севске, откуда ходил против И.Е. Выговского и запорожцев, где по царскому распоряжению от 12 сентября 1658 года всем воеводам велено быть «без мест».
В 1659 году князь Семён Петрович Львов участвовал в осаде Конотопа. В Конотопской битве совместно с князем Семёном Романовичем Пожарским командовал передовым конным корпусом. Выговский вместе с войском крымского хана, подкрался под Конотоп, ударил на осаждающих и перебив многих людей, угнал коней и начал отступать. Не подозревая, что Выговский оставил всех татар и половину своих казаков в закрытом месте за речкою Сосновкою, главные русские воеводы отрядили для его преследования  князей Пожарского и Львова с конницей. На следующий день они нагнали черкас и разбили их. Выговский, а затем и московские ратные люди переправились через речку Сосновку, как навстречу им из засады напали татары и казаки, разгромили войско и взяли в плен князей Пожарского и Львова. Крымский хан велел убить Пожарского за то, что он в прошлые года приходил войною под Азов против крымских царевичей. Князь Львов был оставлен в живых, но занемог и через две недели умер от ран.

## Семья
От брака с неизвестной имел детей:
- Князь Львов Василий Семёнович — стольник
- Князь Львов Иван Семёнович — стольник царицы Натальи Кирилловны.

## Критика
В родословной книге М. Г. Спиридова и Российской родословной книге П.В. Долгорукова, князь Семён Петрович показан — бездетным, в этих же поколенных росписях не упомянут брат, князь Алексей Петрович Львов.
Не путать его с современником и полным тёзкой князем Семёном Петровичем Львовым, упомянутым в Боярской книге стольником (1686—1692) и местничавшего с Г. К. Шишковым (1663).